# Im Tal des Todes (Elspe 1970)
Im Tal des Todes ist ein Freilichtspiel nach Motiven aus Karl Mays Erzählungen Im Tal des Todes und „Weihnacht!“ von Jochen Bludau. Es wurde 1970 in Elspe uraufgeführt.

## Inhalt

### Die Roman-Trilogie
Die Haupthandlung des Romans Deutsche Herzen – Deutsche Helden wurde vom Karl-May-Verlag tiefgreifend bearbeitet und in eine Roman-Trilogie verwandelt. Dabei wurde auch ein Teil der handelnden Personen umbenannt. Es treten auf: als Apachenhäuptling Winnetou, als heldenhafte Westmänner Old Firehand, Sam Hawkens, Will Parker und Dick Stone sowie als spleeniger englischer Lord Sir David Lindsay. Der nun dreibändige Roman schildert das Schicksal der deutschen Familie Adlerhorst, deren Mitglieder durch die Ränke von Verbrechern in der ganzen Welt zerstreut und versklavt wurden. 
- Der erste Band Der Derwisch spielt anfangs in Istanbul und in Tunis, wo einige entführte Frauen aus ihrer Gefangenschaft im Harem befreit werden können. Aber auch in Nordamerika geraten Mitglieder und Freunde der Familie Adlerhorst in die Fänge der skrupellosen Verbrecher.
- Der zweite Teil Im Tal des Todes spielt im Wilden Westen, wo auf der Suche nach den Verschollenen viele gefährliche Abenteuer zu bestehen sind. Im Tal des Todes, einem Ort des Grauens, laufen schließlich die Schicksalsfäden derer zusammen, von denen im ersten Band die Rede war.
- Die Spur der noch nicht gefassten Verbrecher und die des letzten verschollenen Mitglieds der Familie Adlerhorst führen im dritten Band Zobeljäger und Kosak nach Russland. Die lange Suche endet unter Verbannten in Sibirien. Bis zum guten Ende sind noch viele erregende und teilweise humorvolle Abenteuer zu bestehen.

### Der zweite Band
Der Band enthält einen Teil der bearbeiteten Fassung des Kolportageromans Deutsche Herzen – Deutsche Helden. Hier wurden die in Arizona und Kalifornien spielenden Teile der Romanvorlage zusammengefasst. Dieser Band wurde am erfolgreichsten in eine der „typischen“ Wild-West-Erzählungen Karl Mays umgewandelt, indem die Abenteuerhandlung mit bekannten Figuren besetzt wurde. Aus Oskar Steinbach wurde Old Firehand, aus Sam Barth und den Westmännern Jim und Tim Snaker wurden Sam Hawkens, Dick Stone und Will Parker, Lord Eagle-nest wurde zu Sir David Lindsay und aus einem Teil des Chiricahua-Apachen Lata-nalga wurde Winnetou. Der Name des Marikopas-Häuptling „Eiserner Mund“ wurde in „Eiserner Pfeil“ geändert. Da mit diesen Änderungen Kürzungen verbunden waren (wie eine Liebesgeschichte Sam Barths, die gestrichen wurde), füllte Franz Kandolf mit neuem Text auf. Roulins Vorname Robin wurde nicht mehr genannt. Miranda darf nicht anscheinend geläutert mit Hofter ziehen, sondern bleibt Gefangene.

### Dramatisierung Bludaus
Jochen Bludau legte 1970 die erste Bühnenadaption überhaupt von Im Tal des Todes vor. Die Geschichte enthielt außerdem Motive aus Karl Mays „Weihnacht!“. Der weiße Held an Winnetous Seite war in dieser Fassung Old Shatterhand, gespielt von Bludau selbst.
In Jochen Bludaus Elsper Bühnenstück, das er 1970 und 1975 noch mit „Weihnacht!“ mischte, heißt der Marikopas-Häuptling stets Peteh, fordert vom Quecksilberminenbetreiber die v. a. aus Gewehren bestehende Pacht ein und hatte mit Meinolf Pape bis 2010 eine Stammbesetzung.
In Bühnenadaptionen von Im Tal des Todes werden die Schurken Leflor, Walker und Roulin meistens zum Quecksilberminenbesitzer Roulin zusammengeführt. Jochen Bludau benutzte dagegen für seine Elsper Fassungen den Namen Leflor (Ausnahme: 2010). Am häufigsten ist diese Rolle bislang von Rolf Schauerte verkörpert worden.
Aufführungen der Bludau-Fassung in Elspe und in Ratingen:
| - 1970 (Elspe) - 1975 (Elspe und Ratingen) - 1981 (Elspe und Ratingen) | - 1991 (Elspe) - 1992 (Ratingen) - 1998 (Elspe) | - 2004 (Elspe) - 2010 (Elspe) - 2016 (Elspe) |

### Weitere Dramatisierungen

#### In Bad Segeberg
- 1980 (Buch: Harry Walther)[21]
- 2002 (Buch: Michael Stamp)
- 2015 (Buch: Michael Stamp)[22]

Der Bad Segeberger Harry Walther nannte den Marikopas-Häuptling in seiner nur lose an den Roman angelehnten Version 1980 „Schneller Pfeil“. In den nächsten Fassungen in Bad Segeberg, 2002 und 2015, ließ Michael Stamp den „Eisernen Pfeil“ in die Alkoholsucht getrieben sein vom Quecksilberminenbetreiber Roulin.
Im Stück „Im Tal des Todes“, 2015 in Bad Segeberg, wurde die Rolle der Miranda zur Oberschurkin geadelt und von Barbara Wussow gespielt.

#### In Mörschied
- 2007 (Buch: Arnd Limpinsel)[24]
- 2017 (Buch: Marcel Gillmann)[25]

Das Motiv vom in die Alkoholsucht getriebenen Marikopas-Häuptling gab es auch 2007 in Mörschied.

## Quelle
- Eintrag im Karl-May-Wiki zur Uraufführung

## Textbuch
- Jochen Bludau: Im Tal des Todes. Freilichtspiel nach Motiven von Karl May, Hamburg: Vertriebsstelle und Verlag Deutscher Bühnenschriftsteller und Bühnenkomponisten o. J. (1970)[26]